# 最小多項式 (体論)
数学の分野である体論において、最小多項式（さいしょうたこうしき、英: minimal polynomial）は体の拡大 E/F と拡大体 E の元に対して定義される。元の最小多項式は、存在すれば、x を変数とする F 上の多項式環 F[x] の元である。E の元 α が与えられたとき、Jα を f(α) = 0 なる F[x] のすべての多項式 f(x) の集合とする。元 α は Jα の各多項式の根あるいは零点と呼ばれる。集合 Jα は F[x] のイデアルであるからそのように名づけられている。すべての係数が 0 である零多項式は、すべての α と i に対し 0αi = 0 であるから、すべての Jα に属している。そのため零多項式は異なる値の α を分類するには役に立たないから、除外される。Jα に零でない多項式が存在すれば、α は F 上代数的な元と呼ばれ、Jα の中に最小次数のモニック多項式が存在する。これが E/F に関しての α の最小多項式である。これは一意的で、F 上既約である。零多項式が Jα の唯一の元であれば、α は F 上超越的な元と呼ばれ、E/F に関して最小多項式は存在しない。
最小多項式は体の拡大を構成したり解析したりするときに有用である。α が代数的で最小多項式が a(x) のとき、F と α をともに含む最小の体は商環 F[x]/⟨a(x)⟩ に同型である。ここで ⟨a(x)⟩ は a(x) によって生成された F[x] のイデアルである。最小多項式は共役元を定義するためにも使われる。

## 定義
E/F を体の拡大とし、α を E の元とし、F[x] を F 上の x の多項式の環とする。α の最小多項式は α を根として持つ F[x] の 0 でないすべての多項式のうち次数が最小のモニック多項式である。最小多項式は α が F 上代数的なとき、すなわち、ある零でない多項式 f(x) ∈ F[x] に対して f(α) = 0 であるとき、存在する。

### 一意性
a(x) を E/F に対する α の最小多項式とする。a(x) の一意性は x に α を代入する F[x] から E への環準同型 subα, つまり、subα(f(x)) = f(α), を考えることによって証明される。subα の核 ker(subα) は α を根に持つ F[x] のすべての多項式の集合である。つまり、上記より ker(subα) = Jα である。subα は環準同型であるから、ker(subα) は F[x] のイデアルである。F[x] は F が体のとき必ず主イデアル整域であるから、ker(subα) を生成する ker(subα) の多項式が少なくとも 1 つ存在する。そのような多項式は ker(subα) の零でない多項式の中で最小次数であり、a(x) はその中の唯一のモニック多項式である。

## 性質
最小多項式は既約である。E/F を上のように F 上の体拡大とし、α ∈ E とし、f ∈ F[x] を α の最小多項式とする。f = gh とする、ただし g, h ∈ F[x] は f よりも次数が低いものとする。今 f(α) = 0 である。体は整域だから、g(α) = 0 あるいは h(α) = 0 である。これは f の次数の最小性に反する。したがって最小多項式は既約である。

## 例
F = Q, E = R, α = √2 であれば、α の最小多項式は a(x) = x2 − 2 である。基礎体 F は重要である。a(x) の係数として取り得るものを決定するからである。例えば、F = R とすれば、α = √2 の最小多項式は a(x) = x − √2 である。
α = √2 + √3 であれば、Q[x] における最小多項式は a(x) = x4 − 10x2 + 1 = (x − √2 − √3)(x + √2 − √3)(x − √2 + √3)(x + √2 + √3) である。
最初の n 個の素数の平方根の和の Q[x] における最小多項式は同様に構成され、Swinnerton-Dyer polynomial と呼ばれる。
1の冪根の Q[x] における最小多項式は円分多項式である。